# 高畑駅
高畑駅（たかばたえき）は、愛知県名古屋市中川区高畑二丁目にある、名古屋市営地下鉄東山線の駅である。駅番号はH01。東山線の始発駅である。近隣施設である「中川区役所」が、副駅名として駅名標に併記されている。

## 歴史
- 1982年（昭和57年）9月21日：東山線の中村公園駅 - 当駅間の延伸により開業する[1][3][4]。
- 2011年（平成23年）2月11日：manacaの供用開始に伴い、当駅における供用を開始する[3]。
- 2015年（平成27年）9月7日：東山線では初めてとなる可動式ホーム柵の使用を開始[4]。

## 駅構造
島式ホーム1面2線を有する地下駅で可動式ホーム柵が設置されている。。また、奥に留置線が3本ある。改札口は1か所で、出入口は5か所ある。5番出入口は高畑交差点の周囲にあるほかの4つの出入口から南に離れた場所にある。
2017年（平成29年）7月18日より、改札外に「ローソン名古屋地下鉄高畑駅店」が設置されている（かつては売店「Do!高畑」だった。後にミニコンビニ「サークルKミニ名古屋高畑店」に転換したが、契約満了のため2017年3月2日に閉店した）。
当駅は、東山線運転区の管轄となっている。

### のりば
| ホーム | 路線   | 行先                   |
| ------ | ------ | ---------------------- |
| 1・2   | 東山線 | 名古屋・栄・藤が丘方面 |

なお、藤が丘駅とは違い両ホームともに始発電車が発車することが可能な構造になっているが、ワンマン運転開始後車内自動放送が更新され、桜通線で採用されている終点到着放送が流されるようになった（ただし、チャイムは異なる）。

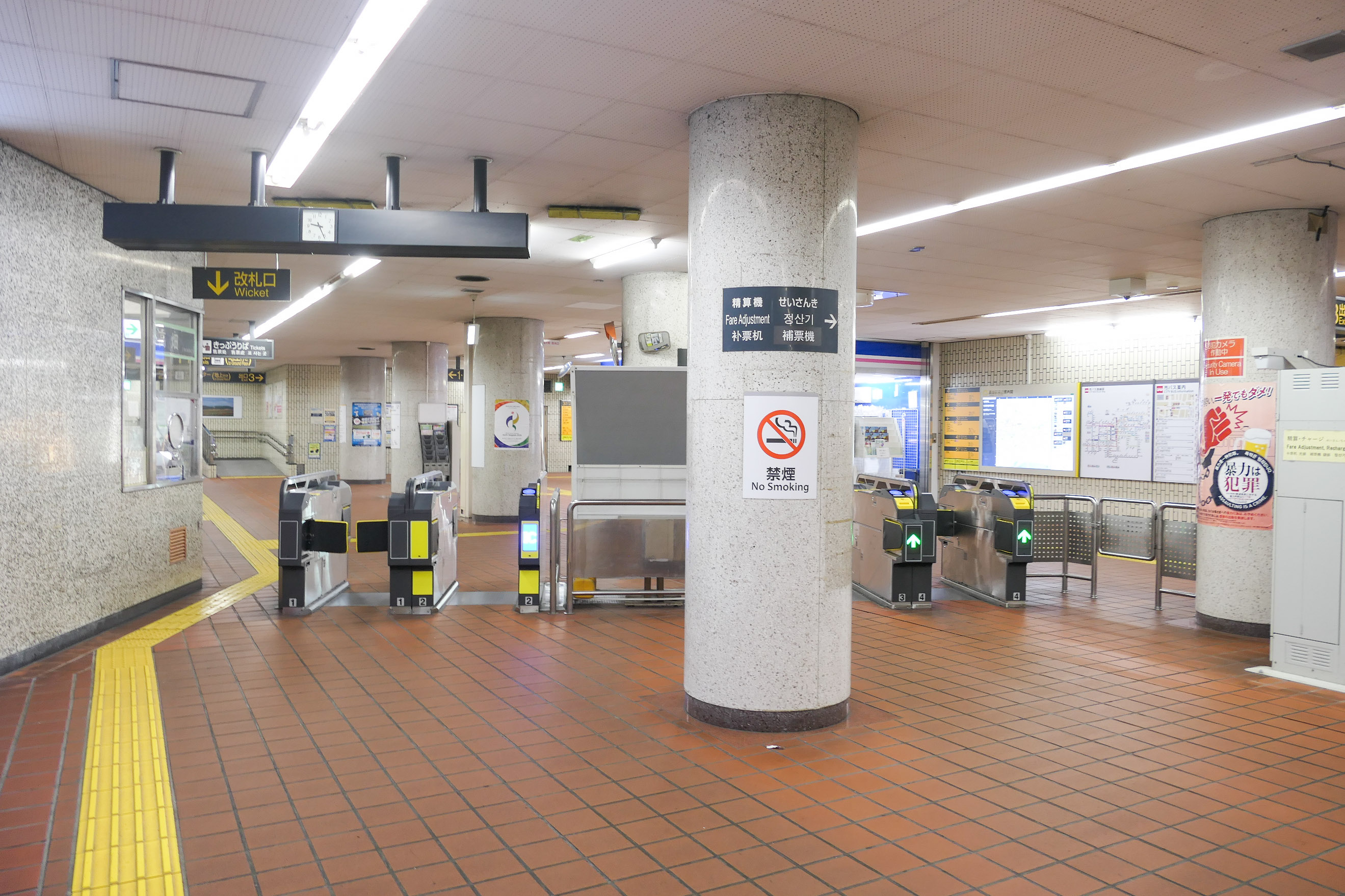
改札口（2025年5月）
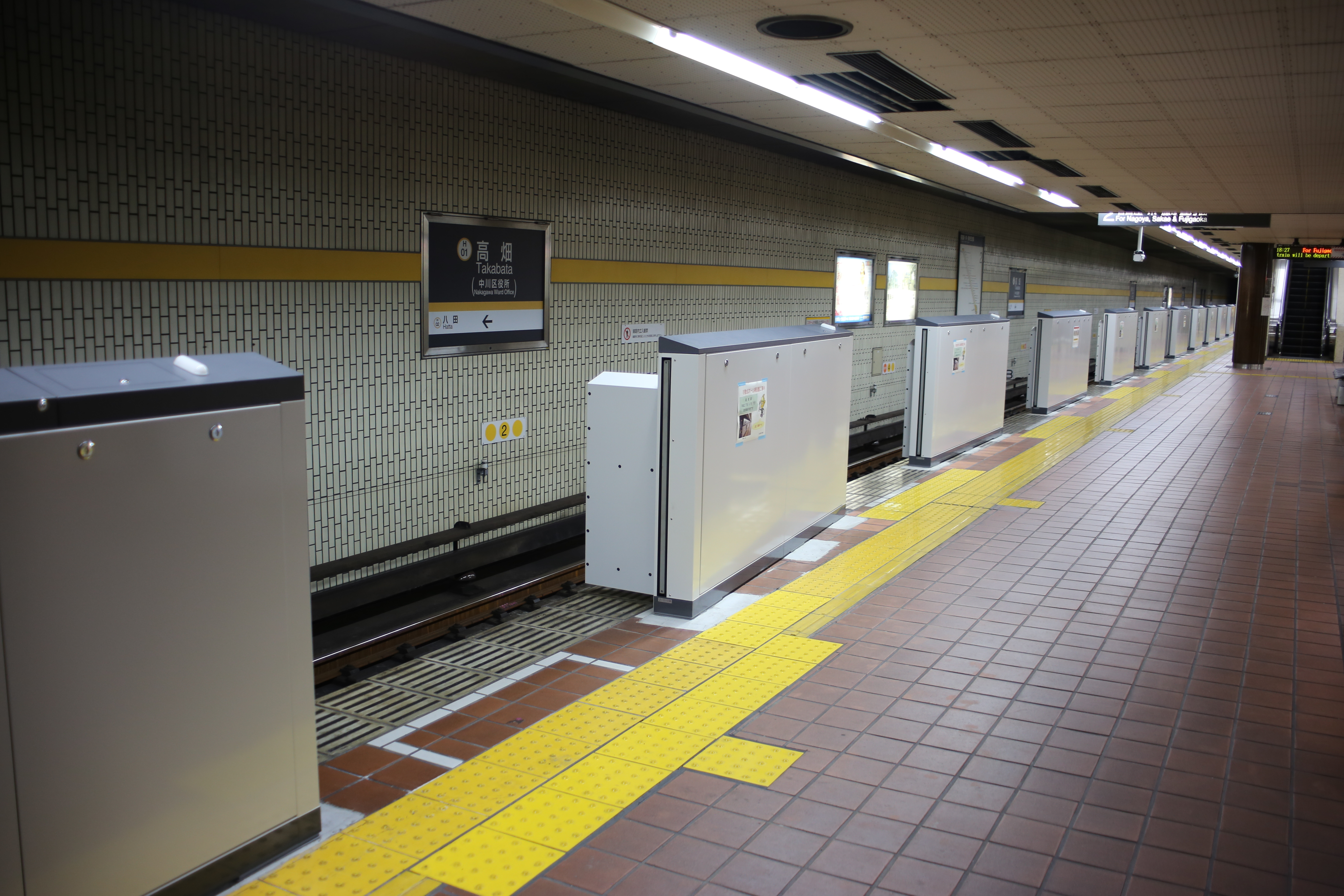
プラットホーム（2015年7月、ホーム柵使用開始前）
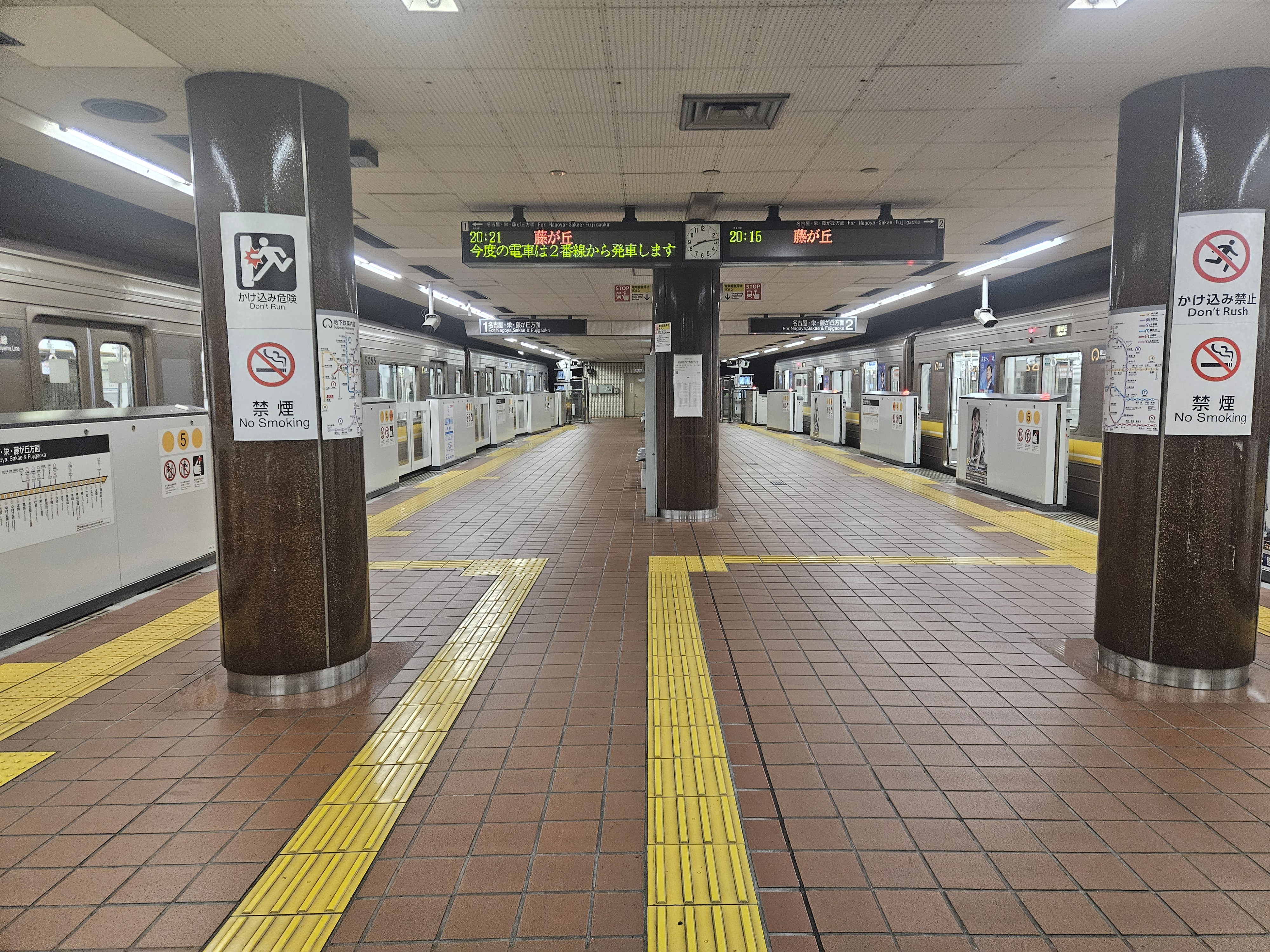
プラットホーム（2025年5月、ホーム柵使用開始後）
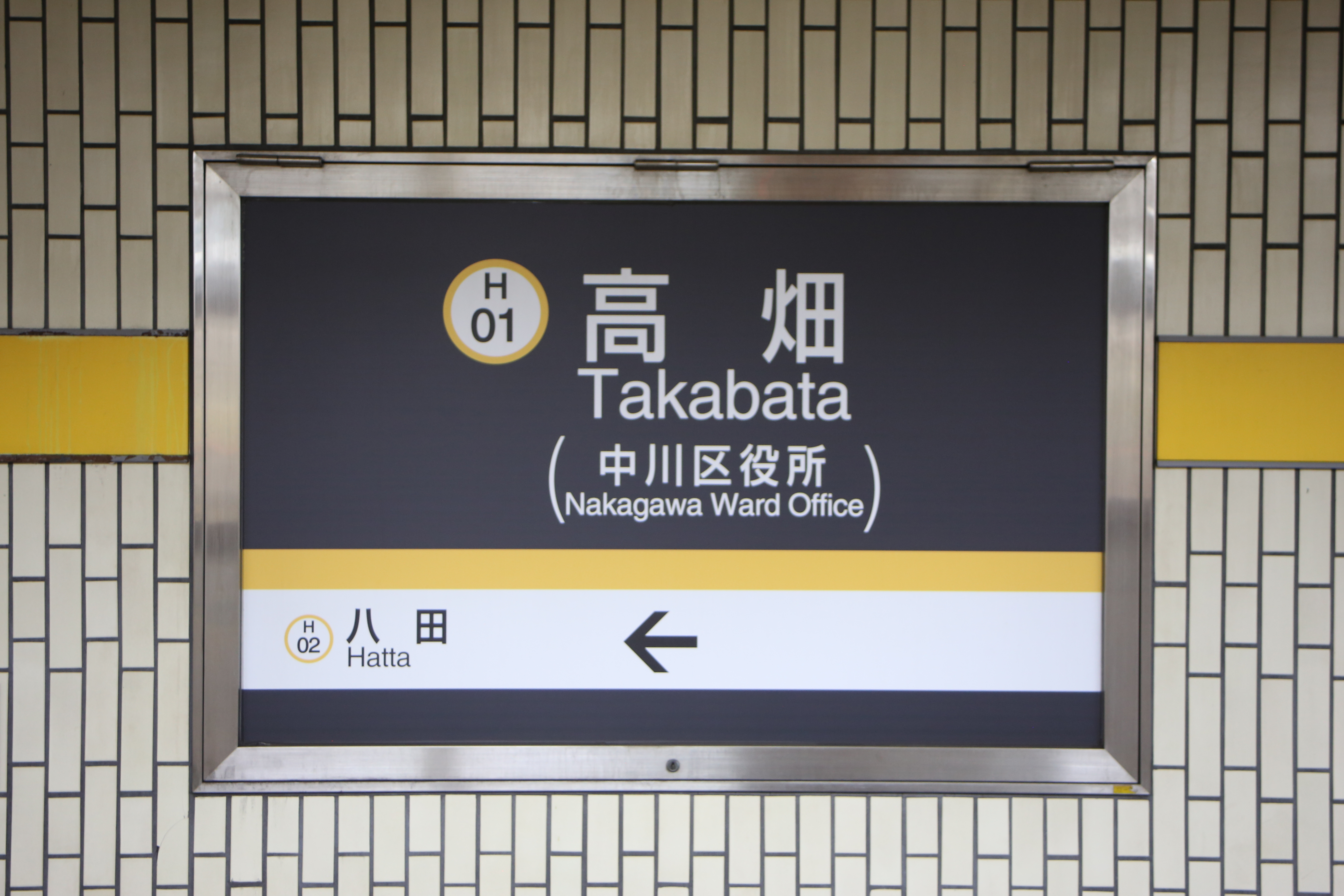
駅名標

## 利用状況
2019年（令和元年）度の乗車人員は4,073,118人、同年度の1日平均乗車人員は11,129人である。
2004年（平成16年）の名古屋臨海高速鉄道あおなみ線 荒子駅開業により若干利用客が減少したが、運転本数や栄などへのアクセスは依然として地下鉄が有利なため、荒子駅より利用客数は大きく上回っており東山線の名古屋駅以西では中村公園駅に次ぐ利用者を誇る。
近年の年度別乗車人員の推移は下表のとおりである。
| 年度               | 乗車人員 | 乗車人員  |
| 年度               | 1日平均  | 年度毎    |
| ------------------ | -------- | --------- |
| 1987年（昭和62年） | 8,104    | 2,966,016 |
| 1988年（昭和63年） | 9,433    | 3,443,119 |
| 1989年（平成元年） | 9,830    | 3,588,010 |
| 1990年（平成02年） | 9,332    | 3,406,077 |
| 1991年（平成03年） | 9,810    | 3,590,303 |
| 1992年（平成04年） | 9,481    | 3,460,634 |
| 1993年（平成05年） | 9,826    | 3,586,412 |
| 1994年（平成06年） | 9,829    | 3,587,658 |
| 1995年（平成07年） | 9,654    | 3,533,324 |
| 1996年（平成08年） | 9,923    | 3,621,748 |
| 1997年（平成09年） | 9,874    | 3,603,843 |
| 1998年（平成10年） | 10,191   | 3,719,748 |
| 1999年（平成11年） | 10,290   | 3,766,007 |
| 2000年（平成12年） | 10,250   | 3,741,079 |
| 2001年（平成13年） | 11,053   | 4,034,174 |
| 2002年（平成14年） | 11,289   | 4,120,663 |
| 2003年（平成15年） | 12,433   | 4,550,462 |
| 2004年（平成16年） | 11,194   | 4,085,712 |
| 2005年（平成17年） | 10,519   | 3,839,494 |
| 2006年（平成18年） | 10,278   | 3,751,523 |
| 2007年（平成19年） | 10,203   | 3,734,437 |
| 2008年（平成20年） | 10,287   | 3,754,907 |
| 2009年（平成21年） | 10,050   | 3,668,089 |
| 2010年（平成22年） | 10,032   | 3,661,537 |
| 2011年（平成23年） | 9,923    | 3,631,750 |
| 2012年（平成24年） | 10,210   | 3,726,550 |
| 2013年（平成25年） | 10,583   | 3,862,706 |
| 2014年（平成26年） | 10,795   | 3,940,116 |
| 2015年（平成27年） | 10,957   | 4,010,207 |
| 2016年（平成28年） | 11,078   | 4,043,545 |
| 2017年（平成29年） | 11,186   | 4,082,827 |
| 2018年（平成30年） | 11,167   | 4,076,083 |
| 2019年（令和元年） | 11,129   | 4,073,118 |

## 駅周辺
高畑駅周辺から「あおなみ線」の荒子駅にかけては、中川区役所や中川郵便局、中川図書館など同区の主要施設が立地している。
現在の石川県金沢市を中心とする加賀藩（加賀100万石）の創始者である前田利家の出身地は当駅近隣の荒子地区である。
駅周辺は海抜0m地帯である。海からは離れているため名港線の駅のような防潮扉は設置されていない。
地下鉄東山線、東海旅客鉄道（JR東海）関西本線の八田駅や近畿日本鉄道（近鉄）名古屋線の近鉄八田駅までは徒歩で10分程度である。
| - 荒子観音 - 荒子公園 - 盛福寺 - 名古屋市中川区役所、中川保健センター - 愛知県名古屋西部県税事務所 - 中川区休日急病診療所・西部平日夜間急病センター - 名古屋市医師会が運営している。 | - 中川郵便局 - 三菱UFJ銀行 高畑支店・土古支店 - あいち銀行 高畑支店 - 安藤証券 高畑支店 - 名古屋臨海高速鉄道あおなみ線 荒子駅 - 当駅より約800m東側に位置している。 - 八熊通（愛知県道29号弥富名古屋線） |

## バス路線
名古屋市営バス：「地下鉄高畑」バス停

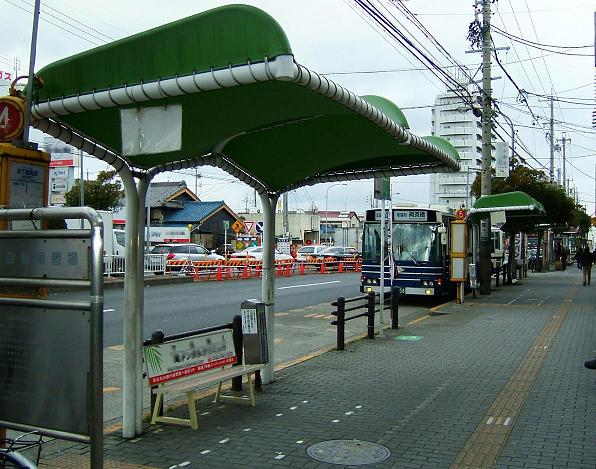
地下鉄高畑バス停

停留所は高畑交差点の周りに設置されている。名古屋市西部における拠点として、中川区中西部および港区中西部方面へ発着する路線が多く設定されている。また、当停留所にはバスターミナルがないため、地下鉄高畑が終点となるバスは客を降ろした後に地下鉄高畑車庫の近くにある回転場までいったん回送される（深夜2系統は6番乗り場に到着後、客を降ろしてそのまま車庫へ回送）。
| 乗り場 | 系統          | 経由                             | 行先               |
| ------ | ------------- | -------------------------------- | ------------------ |
| 1      | 高畑18        | 荒子駅・松葉公園・六番町         | 港区役所           |
| 1      | 中川巡回      | 小本駅・名鉄山王・尾頭橋         | 【循環】地下鉄高畑 |
| 1      | 中川巡回      | 荒子駅・中野橋・八熊通           | 【循環】地下鉄高畑 |
| 2      | 金山22        | 荒子駅・松葉公園・八熊通         | 金山               |
| 3      | 高畑15        | 八王子町・助光住宅・権野・富永   | 南陽交通広場       |
| 3      | 高畑15        | 八王子町・助光住宅・権野・正江橋 | 南陽交通広場       |
| 3      | 金山22        | 近鉄伏屋・春田駅                 | 戸田               |
| 3      | 金山22        | 中川青和高校・近鉄伏屋・春田駅   | 戸田               |
| 3      | 金山22        | 富田高校・戸田・春田駅・近鉄伏屋 | 【循環】地下鉄高畑 |
| 3      | 金山22        | 近鉄伏屋・春田駅・戸田・富田高校 | 【循環】地下鉄高畑 |
| 4      | 幹高畑1       | 中郷町・明徳橋・惟信高校         | 多加良浦           |
| 4      | 高畑12        | 新開橋・惟信高校                 | 多加良浦           |
| 4      | 金山21        | 小塚町・長良橋・尾頭橋           | 金山               |
| 5      | 高畑14        | 中川車庫前・権野・南陽中学校     | 南陽交通広場       |
| 5      | 高畑16        | 中島小学校・南陽中学校           | 河合小橋           |
| 6      | 高畑17        | 権野・春田駅・名古屋西インター   | 戸田荘             |
| 6      | 高畑18        | 南荒子駅・競馬場                 | 港区役所           |
| 6      | 金山22        | 中島小学校                       | 中川車庫前         |
| 7      | 高畑13 高畑15 |                                  | 八田駅             |
| 7      | 深夜2         | 大門通・名古屋駅                 | 栄                 |
| 8      | 高畑13        | 中川住宅・神宮寺小学校           | 野跡駅             |
| 8      | 高畑13        | 中川住宅・神宮寺小学校・稲永駅   | 港区役所           |
| 8      | 中.畑         | 中川住宅                         | 中川車庫前         |
| 9 - 11 | 降車専用      | 降車専用                         | 降車専用           |

※ 上記以外に、中川車庫から八王子町経由の出庫系統（中川車庫前行きはない）と権野始発の高畑15八田駅行き（権野行きはない）が到着する。
「高畑三丁目」バス停
駅南端の5番出入口が近い。地下鉄高畑4・5・6番のりばを発車し南へ向かう系統のほか、以下の系統が発着する。
- 金山21 : 金山 - （長良橋経由） - 高畑三丁目 - 中川車庫前

その他
中川コロナワールド行きの無料送迎バスも地下鉄高畑駅5番出入口近くに停車する。

## 隣の駅
名古屋市営地下鉄
 東山線
高畑駅 (H01) - 八田駅 (H02)
- 括弧内は駅番号を示す。